# Colobonema sericeum
Colobonema sericeum is een hydroïdpoliep uit de familie Rhopalonematidae. De poliep komt uit het geslacht Colobonema. Colobonema sericeum werd in 1902 voor het eerst wetenschappelijk beschreven door Vanhöffen. 